# Марионетки (фильм)
«Марионе́тки» — чёрно-белый художественный фильм режиссёров Якова Протазанова и Порфирия Подобеда, политический памфлет 1934 года. Вышел на экраны 3 февраля 1934 года.

## Сюжет
Герои фильма носят имена семи нот — До, Ре, Ми и т. д. Действие происходит в вымышленном европейском королевстве Буфферия, где заправляют фашисты и капиталисты. Тайные правители страны принимают решение сменить короля. Наиболее подходящей кандидатурой на престол кажется принц-алкоголик До (Анатолий Кторов), погрязший в долгах.
Но по дороге в столицу он выпадает из аэроплана в реку, а когда, чудом оставшись в живых, добирается — оказывается, что вместо него королём объявлен принятый за него парикмахер Соль (Сергей Мартинсон). Поначалу последний теряется, но его ответы невпопад быстро истолковываются «как надо», в духе политической ситуации. Так, на вопрос о мерах по урегулированию государственного кризиса Соль вспоминает «горячие компрессы, свинцовые примочки», что приводит в восторг лидера фашистов, Фа (Константин Зубов).
Постепенно Соль входит в роль и делает всё более резкие заявления. Фильм заканчивается тем, что Буфферия нападает на Советский Союз, но на самом деле все герои этого фильма — марионетки, а все верёвочки от них сходятся в одни руки.

## В ролях
- Анатолий Кторов — принц До

В удивительно лёгкой, почти праздничной атмосфере шла работа над сценарием и над постановкой фильма «Марионетки».
Всё как-то счастливо сошлось в работе — и весёлое искусство мастера комедийной режиссуры Протазанова, и ироническая музыка Половинкина, и удивительный актёрский ансамбль. В самом замысле — облечь острейшую тему тогдашней международной обстановки в одежды лёгкой, почти гротесковой комедии — была известная доля дерзости и художественного риска. Но опытный, старый мастер Протазанов очень непосредственно и молодо пошёл навстречу этой дерзости и риску.
В центре комедии был своего рода дуэт легкомысленного короля и глупого парикмахера, тонко разыгранный А. Кторовым и С. Мартинсоном.
«Известия» писали, что авторам «удалось создать большой комедийный фильм на политическую тему. Фильм высококультурный, не уступающий по своему оформлению лучшим заграничным образцам и даже во многом превосходящий их».
«Нью-Йорк таймс» не без горечи констатировал: «Большевистский медведь начинает улыбаться…»
- Николай Радин — архиепископ Ре
- Валентина Токарская — певица Ми
- Константин Зубов — фашист Фа
- Сергей Мартинсон — парикмахер Соль
- Михаил Климов — премьер-министр Ля
- Сергей Тихонравов — торгующий политик Си
- Леонид Леонидов — ДЕРжащий НИти, глава концерна военной промышленности
- Василий Топорков — директор театра марионеток
- Иван Аркадин — церемониймейстер
- Осип Басов — поэт
- Николай Бубнов — философ
- Владимир Попов — белый генерал
- Михаил Жаров — начальник пограничного поста
- Пётр Галаджев — писарь

## Съёмочная группа
- Авторы сценария: Владимир Швейцер, Яков Протазанов
- Режиссёр: Яков Протазанов
- Сорежиссёр: Порфирий Подобед
- Оператор: Пётр Ермолов
- Художники: Моисей Левин, Сергей Козловский
- Композитор: Леонид Половинкин
- Балетмейстер: Касьян Голейзовский

## Премьеры
- СССР — 3 февраля 1934 года
- США — 7 мая 1934 года